# Parc national de Tsitsikamma
 (avril 2024).
La mise en forme du texte ne suit pas les recommandations de Wikipédia : il faut le « wikifier ».
Les points d'amélioration suivants sont les cas les plus fréquents. Le détail des points à revoir est peut-être précisé sur la page de discussion.
- Les titres sont pré-formatés par le logiciel. Ils ne sont ni en capitales, ni en gras.
- Le texte ne doit pas être écrit en capitales (les noms de famille non plus), ni en gras, ni en italique, ni en « petit »…
- Le gras n'est utilisé que pour surligner le titre de l'article dans l'introduction, une seule fois.
- L'italique est rarement utilisé : mots en langue étrangère, titres d'œuvres, noms de bateaux, etc.
- Les citations ne sont pas en italique mais en corps de texte normal. Elles sont entourées par des guillemets français : « et ».
- Les listes à puces sont à éviter, des paragraphes rédigés étant largement préférés. Les tableaux sont à réserver à la présentation de données structurées (résultats, etc.).
- Les appels de note de bas de page (petits chiffres en exposant, introduits par l'outil «  Source ») sont à placer entre la fin de phrase et le point final[comme ça].
- Les liens internes (vers d'autres articles de Wikipédia) sont à choisir avec parcimonie. Créez des liens vers des articles approfondissant le sujet. Les termes génériques sans rapport avec le sujet sont à éviter, ainsi que les répétitions de liens vers un même terme.
- Les liens externes sont à placer uniquement dans une section « Liens externes », à la fin de l'article. Ces liens sont à choisir avec parcimonie suivant les règles définies. Si un lien sert de source à l'article, son insertion dans le texte est à faire par les notes de bas de page.
- La présentation des références doit suivre les conventions bibliographiques. Il est recommandé d'utiliser les modèles {{Ouvrage}}, {{Chapitre}}, {{Article}}, {{Lien web}} et/ou {{Bibliographie}}. Le mode d'édition visuel peut mettre en forme automatiquement les références.
- Insérer une infobox (cadre d'informations à droite) n'est pas obligatoire pour parachever la mise en page.

Pour une aide détaillée, merci de consulter Aide:Wikification.
Si vous pensez que ces points ont été résolus, vous pouvez retirer ce bandeau et améliorer la mise en forme d'un autre article.
 (avril 2024).
Si vous disposez d'ouvrages ou d'articles de référence ou si vous connaissez des sites web de qualité traitant du thème abordé ici, merci de compléter l'article en donnant les références utiles à sa vérifiabilité et en les liant à la section « Notes et références ».
Le parc national de Tsitsikamma est un parc national sud-africain situé dans la province du Cap-Oriental à côté de Plettenberg Bay. 
L'aire marine protégée de Tsitsikamma (Marine protected area ou MPA) est la plus ancienne du Monde, car elle a été créée en 1964. Le parc couvre une superficie de  298 km2.
Ce parc est situé sur une superbe et étroite bande côtière longue d'environ 5 km sur les 70 km de côte bordée d'une part par la mer et d'autre part par la route des Jardins. Le parc national de Tsitsikamma est limité à sa frontière ouest par le village de Nature’s Valley et à l’est par l’embouchure de la Storms River (Storms River Mouth). La vue sur la côte depuis le Tsitsikamma National Park est spectaculaire, surtout quand les flots se déchaînent. Le paysage du parc est sauvage.
Le parc est englobé par le parc national de la Garden Route.

## Situation du parc

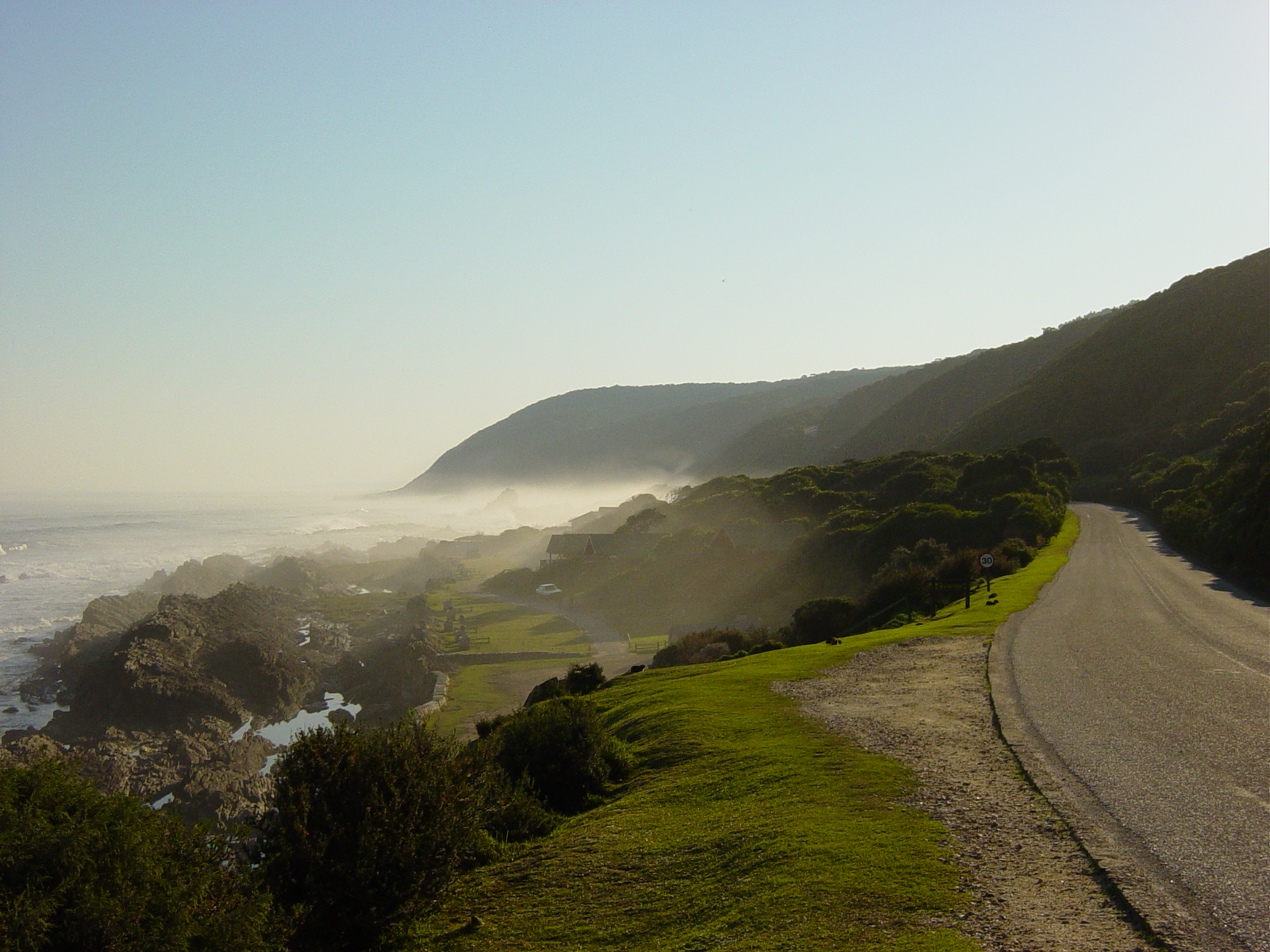
Tsitsikamma national park

Le parc national de Tsitsikamma forme une section du parc national de la Garden Route et est situé au cœur de la région touristique  pittoresque connue comme la Route des Jardins, qu'on peut trouver au cap Sud de l'Afrique du Sud.
Tsitsikamma est un terme khoisan (les premiers habitants de cette aire protégée) qui signifie, « endroit plein d'eau ». Il fait certainement référence à la moyenne annuelle de précipitations qui s'établit à 1 200 mm.
Approximativement 30 % du parc est couvert de fynbos (Cape Floral Kingdom), éparpillé parmi la végétation forestière, mettant en évidence une grande variété de belles fleurs, comprenant des proteas et des heath.
C'est l'habitat de beaucoup d'espèces de la forêt et des oiseaux de mer.

## Climat
Tsitsikamma connait un climat tempéré avec la côte avec une moyenne annuelle des chutes de pluie de 1 400 mm. Les mois humides sont mai et octobre, et les plus secs sont juin et juillet.

## Vie sauvage
La vie sauvage à Tsitsikamma est à la fois marine, terrestre avec de plus de magnifiques oiseaux. Parmi les créatures marines, on peut observer selon les époques, des baleines, des dauphins et des marsouins. 

Les poissons vivant à Tsitsikamma peuvent vivre jusqu'à 30-40 ans et sont les éleveurs les plus productifs, produisant des millions de nouveaux poissons chaque saison. Si ces poissons 'éleveurs’ partent chassés par les pêcheurs, cela prendrait des décennies avant de les faire revenir.
Parmi les oiseaux qui peuplent Tsitsikamma, le parc abrite l'huitrier noir africain, le Knysna Lourie.
Une belle variété de mammifères habitent Tsitsikamma tels la loutre du Cap sans griffes, l'antilope céphalophe, le Léopard, le Chat sauvage d'Afrique et la belette africaine.

## Activités du parc ,
Tsitsikamma National Park offre de nombreuses possibilités de promenades dans un paysage absolument splendide. Un sentier entièrement aménagé  au pont suspendu Suspension Bridge long de 77 mètres qui offre un point de vue remarquable, impressionnant et qui est aussi le point de départ du fameux Otter Trail pour la randonnée.

## Avenir du parc compromis
Le 8 janvier 2015 un projet proposant d'ouvrir la pêche dans le parc national du Tsitsikamma MPA fut rejeté et ne devrait plus jamais revenir à la surface. Cependant, le ministère de l'Environnement sud-africain continue à planifier l'ouverture de 20 pour cent de la réserve pour la pêche de loisir, cette action pourrait compromettre gravement la conservation des espèces. En effet, le parc national de Tsitsikamma MPA est la plus ancienne réserve protégée du pays, et par conséquent il a extrêmement de valeur pour la protection et le développement de beaucoup d'espèces.